# McFly
Cet article concerne le groupe de musique. Pour le personnage de fiction, voir Marty McFly. Pour le vidéaste, voir Mcfly et Carlito.
McFly est un groupe de pop rock britannique, originaire de Londres, en Angleterre. Il commence sa carrière sur un numéro un, 5 Colours in Her Hair, au début de l'année 2004. Ils remportent un Brit Awards en 2005. Le groupe est composé de Tom Fletcher (né le 17 juillet 1985), de Danny Jones (né le 12 mars 1986), de Dougie Poynter (né le 30 novembre 1987) et de Harry Judd (né le 23 décembre 1985). Ils quittent Universal et fondent leur propre label en 2008, Super Records, et produisent eux-mêmes leurs nouveaux disques depuis.
Au mois de mai 2009, Mcfly compte de nombreux succès à son actif. En effet, quinze de leurs singles ont atteint le Top 10 des classements anglais (16 dans le top 20), et sept ont atteint le numéro un des UK Singles Chart. De plus, deux de leurs albums se sont classés numéro un : leur premier, Room on the 3rd Floor, et leur second, Wonderland. Leur troisième album, Motion in the Ocean, lancé le 6 novembre 2006, atteint la sixième position du classement des ventes. Leur compilation All the Greatest Hits, sortie le 5 novembre 2007, atteint quant à elle la troisième position. L'album suivant Radio:ACTIVE atteint la huitième place des classements anglais (bien qu'il soit distribué quelques mois plus tôt gratuitement). Le dernier album Above the Noise, sorti à la fin 2010, se classe 7e dans les téléchargements et numéro 20 dans classements. Ils publient aussi quatre DVD live, dont trois d'entre eux se sont classés numéro 1 (à noter que le DVD All the Greatest Hits a été également numéro 1 au Brésil sans avoir fait l'objet d'une quelconque promotion). Leurs albums, DVD et singles se sont vendus à près de huit millions d'exemplaires à travers le monde.
En novembre 2013, il est annoncé que McFly et l'ancien groupe de pop punk Busted se rejoignent pour former le supergroupe McBusted (en). Ils effectuent 34 dates jouant des chansons de Busted et McFly. Le seul membre original à ne pas y participer est Charlie Simpson. Après le retour de Simpson et la reformation des deux anciens groupes en novembre 2015, McFly effectue une tournée anthologie en septembre 2016, avant de faire une pause pour que chaque membre puisse se consacrer à sa propre carrière solo.
En janvier 2019, Dougie Poynter a laissé savoir durant un podcast que le groupe se reformerait dans l'année avec un nouvel album et une tournée. En septembre, McFly annonce un nouvel album composé de chansons inédites et un concert à l'O2 Arena en Novembre 2019 suivi d'une tournée come-back en 2020. Young Dumb Thrills sort finalement en novembre 2020, presque dix ans après Above The Noise.

## Biographie

### Débuts (2002–2004)
L'histoire du groupe commence avec Tom Fletcher. Ce dernier passe une audition en 2001, pour un groupe nommé Busted, à la suite d'une annonce du journal New Musical Express. Il est d'abord accepté, mais les producteurs décident finalement que le groupe ne doit être composé que de trois personnes. Tom aura ainsi fait partie de Busted seulement vingt-quatre heures. Il garde contact avec le groupe, en particulier avec James Bourne. Les deux jeunes hommes écrivent quelques chansons ensemble, puis Tom se met à la recherche d'un autre guitariste/chanteur. Danny Jones fait alors son entrée. Tom et Danny chantent en version acoustique les quelques chansons écrites par Tom et James devant des managers. Plus tard, Harry et Dougie intégrèrent le groupe, à la suite de nombreuses auditions. Le nom du groupe, McFly, vient du film Retour vers le futur de Robert Zemeckis que Danny et Tom aiment énormément. Le personnage principal s'appelant Martin « Marty » McFly, ils se sont donc inspirés de cela.
Leur premier single, 5 Colours in Her Hair, sort le 27 mars 2004, devient numéro 1 en avril et y reste deux semaines. Le titre est un hommage à l'actrice Emily Corrie, dont le personnage de Suzanne « Sooz » Lee dans la série britannique Et alors ? avait des dreadlocks multicolores,. Le deuxième single Obviously sort en juillet 2004 et sera lui aussi numéro 1, tout comme leur premier album qui sort également en juillet 2004 et qui sera directement classé numéro 1 des ventes. Tout ceci leur vaut d'entrer dans le Livre Guinness des records en tant que plus jeune groupe sortant un premier album classé directement numéro 1. Ils battent ainsi le précédent record des Beatles. Le troisième single That girl sort le 6 septembre 2004 et se classe en troisième position dans les charts tandis que leur quatrième single Room on the Third Floor sort le 15 novembre 2004, et se classe, lui, en cinquième position.  À la fin de l'année 2004, le groupe McFly fait sa première tournée individuelle.

### WonderlandetMotion in the Ocean(2005–2007)

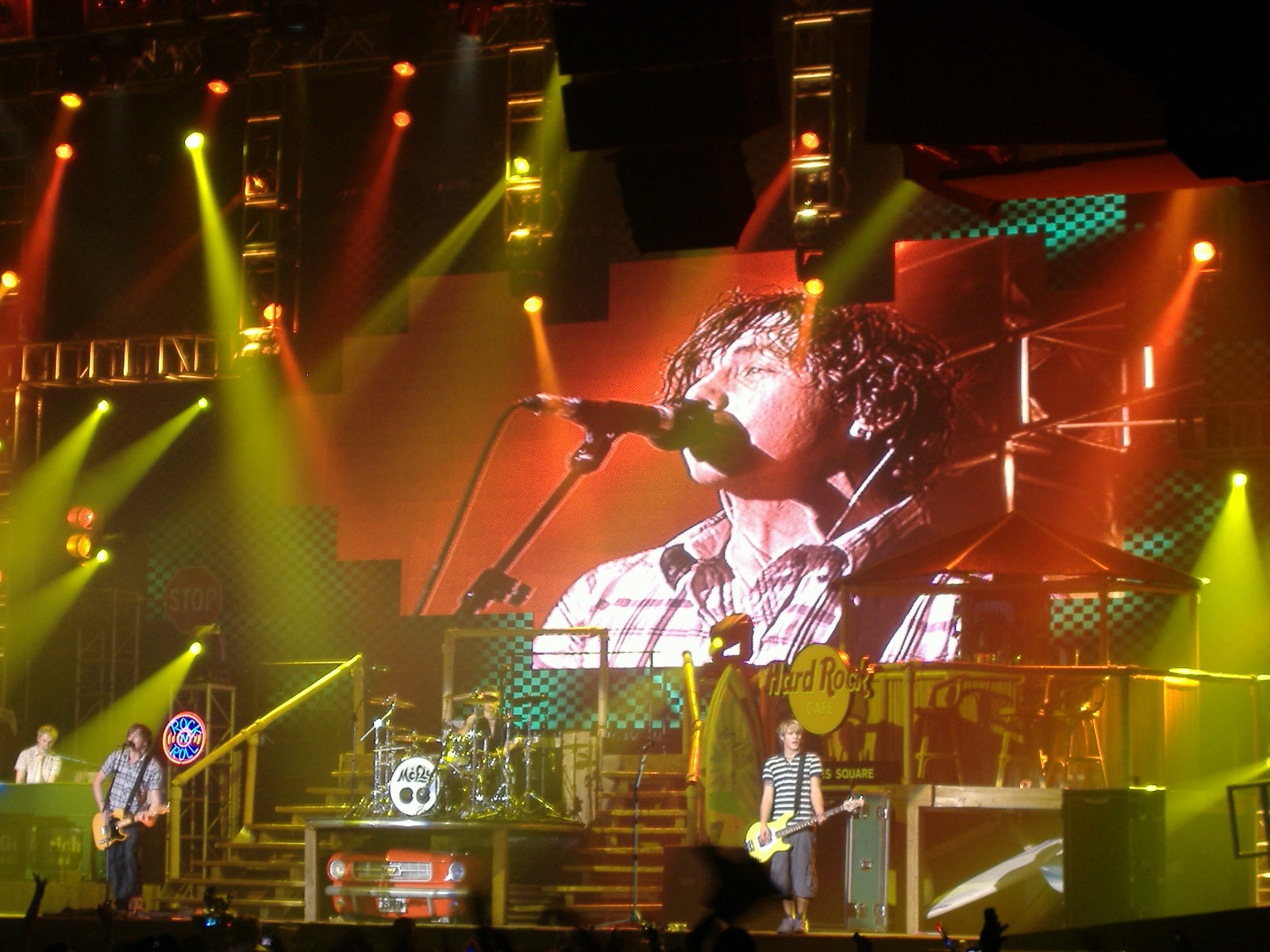
McFly en concert au Point Theatre de Dublin, en 2006.

Le 15 août 2005, le groupe sort son second album Wonderland et celui-ci se classe directement premier dans les charts et les bénéfices sont donnés à Comic Relief,. La vidéo de la chanson You've Got a Friend est tournée en Ouganda, en Afrique,. Quatre singles issues de Wonderland sortiront - All About You en mars 2005 ; I'll Be OK le 15 août 2005 ; I Wanna Hold You le 17 octobre 2005 ; Ultraviolet/The Ballad of Paul K le 12 décembre 2005 - et parmi eux, deux seront également numéros 1. En septembre de cette même année, ils entament la tournée Wonderland Tour, et parcourent les plus grandes arènes du Royaume-Uni. Un DVD en sera extrait : le Wonderland Tour filmé à la MEN Arena de Manchester.
En 2006, les membres du groupe ont joué dans le film Lucky Girl où sont présents notamment Lindsay Lohan et Chris Pine. Ce film est premier du box-office anglais. Le 17 juillet 2006, un nouveau single sort Please Please. Sur le même single apparaît une reprise de la chanson de Queen Don't Stop Me Now,. Le double single sera premier des classements anglais le 23 juillet. Il s'ensuit la sortie d'un deuxième single, Star Girl, le 23 octobre 2006 (à nouveau numéro 1) puis la sortie d'un nouvel album en novembre 2006, Motion in the Ocean, puis d'un troisième single le 18 décembre 2006 - Sorry's Not Good Enough/Friday Night. Friday Night est la bande originale du film La Nuit au musée, sorti en février 2007 en France. Le quatrième et dernier single extrait de ce troisième opus Baby's Coming Back/Transylvania, sort le 7 mai 2007 et sera leur septième numéro 1 dans les charts anglais. Le groupe assure une nouvelle tournée des arènes anglaises à la fin 2006, plus précisément à partir du 17 septembre sous le nom de Motion in the Ocean Tour.
Le DVD filmé à la Wembley Arena de Londres ne sortira que le 14 mai 2007 en tant que ré-édition de l'album Motion in the Ocean,.

### Radio:ACTIVE(2008–2009)

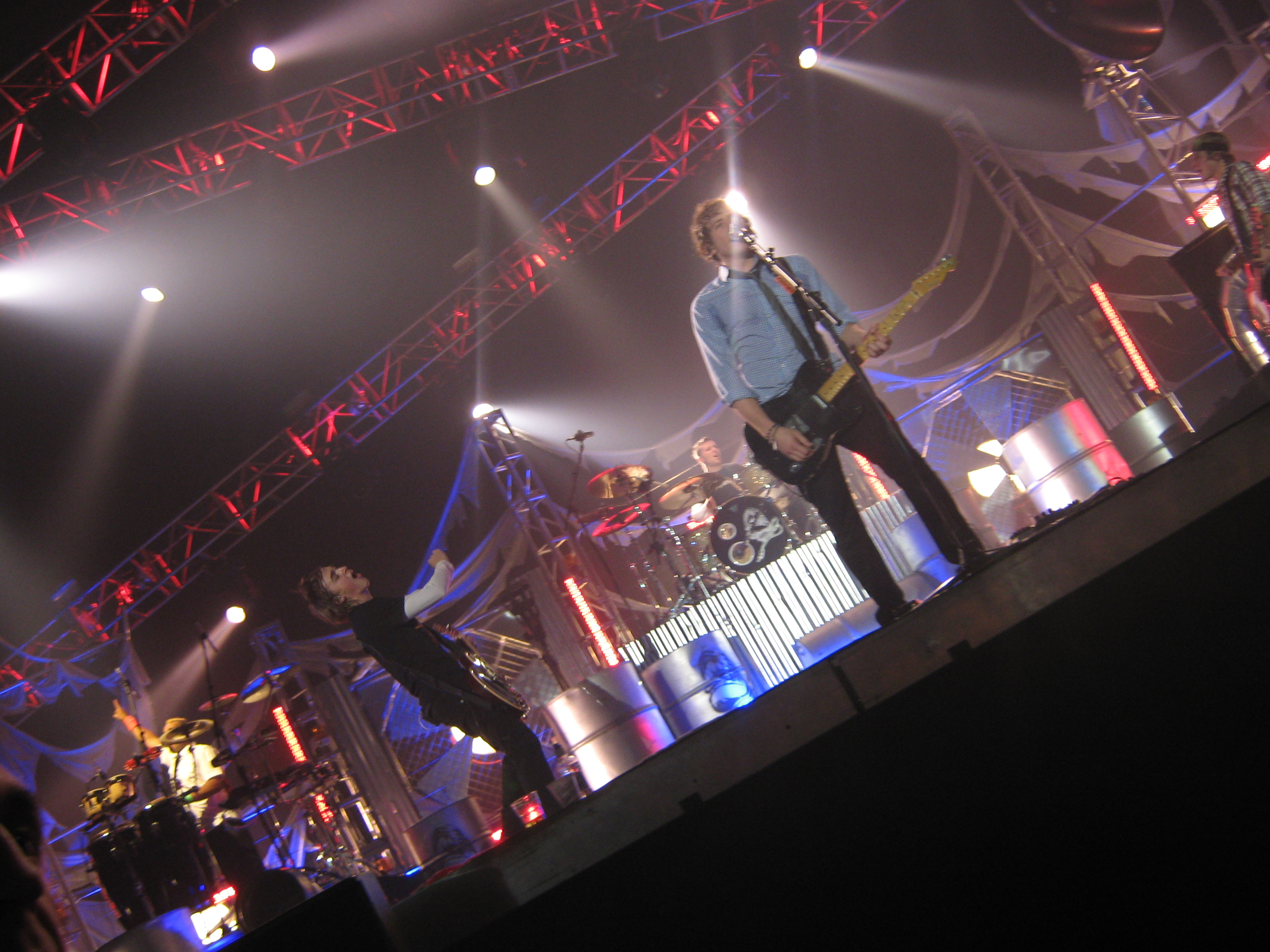
McFly lors du Radio:ACTIVE Tour en 2008.

L'année 2007 est plutôt synonyme de « scène » pour le groupe McFly. Ils commencent une tournée Up Close and Personal Tour au Royaume-Uni le 20 mars 2007 et font à peu près une vingtaine de dates. Fin 2007 et à la suite de la sortie d'une compilation Greatest Hits, le 5 novembre 2007, le groupe entame une nouvelle tournée - The Greatest Hits Tour - avec vingt-six dates. La tournée s'achève par un concert donné à la Wembley Arena à Londres le 6 décembre 2007. Un DVD live sera également mis en vente The Greatest Hits Tour. De plus, fin 2007, le groupe décide de voler de ses propres ailes et abandonne son label d'origine au profit de leur label personnel : Super Records.
Au début de l'année 2008, les membres s'envolent en Australie pour enregistrer leur 4e album studio qui sort tout d'abord en version incomplète gratuitement avec le journal The Mail on Sunday le 20 juillet 2008, puis en version avec bonus le 22 septembre 2008. Le premier single extrait de ce quatrième album est One for the Radio (sorti au Royaume-Uni le 14 juillet 2008, est numéro 2 des charts) ; le second s'intitule Lies (sorti le 15 septembre 2008, est numéro 4 des charts britanniques) ; le troisième est le single sorti pour l'association Children in Need et il s'agit de Do Ya/Stay with Me. Malheureusement, ce single ne sera que dix-huitième des charts et marquera pour la première fois la non-entrée d'un single du groupe dans le Top 10. Début octobre 2008, le groupe s'envole pour le Brésil assurer quatre spectacles, dans un pays où leur DVD The Greatest Hits Tour est numéro un sans jamais n'y avoir été ou n'avoir assuré une quelconque promotion. À la fin de cette même année, ils parcourent à nouveau les plus grandes salles d'Angleterre avec le Radio:Active Tour, qui débutera à Sheffield le 7 novembre 2008 et se terminera à Liverpool le 29 novembre 2008.
En ce début d'année 2009, le groupe effectue un voyage au Japon suivi d'un nouveau voyage en Australie au mois de février/mars. De plus, ils annoncent un nouvel Up close and this Time it's Personal Tour en Angleterre pour le mois d'avril. Cependant, avant d'entamer cette tournée, ils annoncent un concert à Amsterdam pour le 18 avril, tout comme une tournée en Amérique latine pour la fin mai 2009. Ils sortent également un single promotionnel nommé Falling in Love pour leur dernier DVD seulement en téléchargement (classé 87e). Au mois de juillet 2009, après avoir terminé leur tournée triomphale en Angleterre et en Amérique latine et par la même occasion, commencer l'enregistrement de leur nouvel album, le groupe se prépare à effectuer sa 1re tournée de l'Europe de l'Ouest en commençant par 2 dates en Espagne, suivies par l'Allemagne, la Hollande et la France (ou le concert initialement prévu au Trabendo sera finalement déplacé au Bataclan qui permet d'accueillir 800 personnes de plus). La mini-tournée européenne est couronnée de succès et de concerts complets avec la promesse faite par le groupe de revenir mais cette fois-ci dans des salles plus grandes. Finalement, le groupe annonce officiellement un concert en Espagne le 2 décembre 2009 (projet organisé par Myspace) et la sortie dans la foulée de l'album et du DVD de Radio:ACTIVE le 24 novembre 2009 en Espagne.

### Above the Noise(2010–2012)
Leur prochain album, réalisé dans un studio belge, est un album presque exclusivement coopératif puisqu'ils travaillent avec Dallas Austin (auteur, producteur et musicien américain ayant déjà travaillé pour Michael Jackson, Pink, Madonna, Gwen Stefani...), Taio Cruz (auteur, producteur et musicien londonien ayant déjà écrit des chansons pour Cheryl Cole, Kylie Minogue...) et Naz Tokio. Cet album est attendu pour le 14 novembre 2010 sauf pour les abonnés de leur nouveau site, Super City, qui pourront le télécharger quelques semaines avant. Le premier single, Party Girl, se classe sixième des ventes en Écosse, et sixième en Angleterre totalisant dans la première semaine plus de 40 000 exemplaires vendus. Le prochain single Shine a Light sera un duo avec Taio Cruz. Le clip étant déjà disponible dans leur nouveau site internet, le single sorti le 7 novembre 2010 s'est classé numéro 4 des ventes en Angleterre réalisant un nombre de ventes très étonnant de plus de 51 000 singles vendus durant la première semaine.
Le 10 février 2011 est leur premier show en Belgique, à l'Ancienne Belgique de Bruxelles. Les fans français du groupe sont contactés par Universal Music France pour promouvoir la chanson Shine a Light en France, le défi était d'utiliser Twitter pour faire rentrer #shinealightfrance en Trending Topic et commence le 24 avril 2011 jusqu'au lendemain. La grande mobilisation des fans a réussi à mener la mission à bien. On peut également entendre Shine a Light sur FunRadio, bien que la chanson soit sortie en septembre dans les pays où le groupe est très connu.

### Sixième album (depuis 2013)

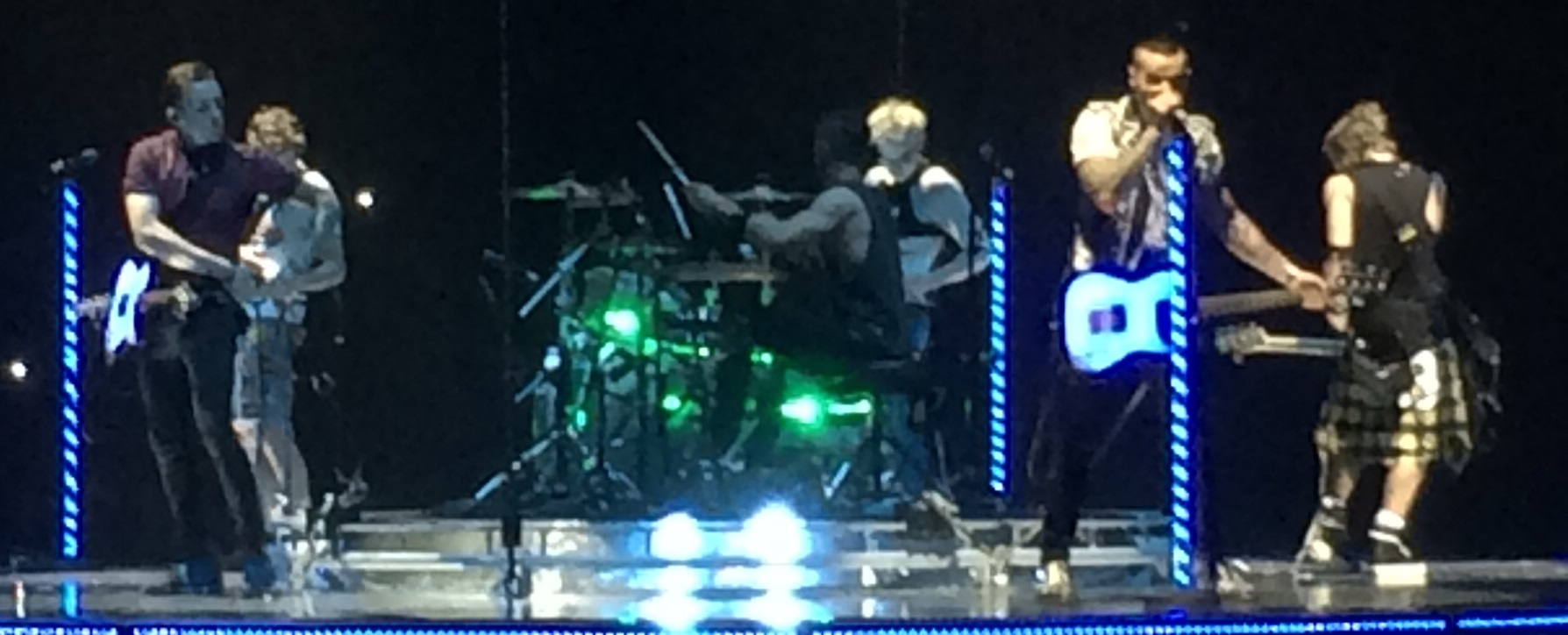
McBusted en concert en 2014.

Plusieurs chansons de cet album sont jouées en live lors du KCAPL Tour, notamment Touch the Rain, Red ou encore Love Is on the Radio. Cette dernière a déjà été passée en radio en Angleterre et existe sous plusieurs versions: Hopeful mix (Tom & Carrie), Silent Agression mix (Dougie), Mcbusted Mix (Matt Willis et James Bourne), et une reprise par Tom et sa femme Giovanna. Cet opus est très attendu par les fans car les membres du groupe ont laissé entendre qu'ils avaient trouvé leur style lors de l'écriture de cet album. Cependant, depuis près d'un an et demi, le groupe laissera croire à l'oubli de cet album car ils voulaient se consacrer au supergroupe McBusted formé de McFly et des deux membres de Busted : Matt Willis et James Bourne.
En juin 2015, Tom Fletcher évoque le tant attendu retour de McFly et de la sortie du sixième album du groupe, il dit dans cette interview qu'il y a encore des projets prévus pour McBusted jusqu'en décembre et que McFly devrait revenir à ce moment-là. Le sixième album sera donc sûrement prévu pour le début d'année 2016.

## Super Records
Super Records Ltd est un label indépendant exploité et détenu par McFly. Initialement, McFly ont été signés pour la grande maison de disques Universal Island Records. Quant à leurs singles, ils sont distribués par une société nommée Absolute, qui distribue également pour des artistes comme Cascada et Jay Sean et font partie du groupe Universal. Depuis mai 2009, le label a eu son premier numéro 1 (Radio:ACTIVE Live at Wembley) qui s'est classé 1er dans les charts des DVD-musique.

## Style musical
Le groupe a un style similaire à celui de Busted, un autre groupe britannique. C'est ainsi qu'ils se sont fusionnés pour former un seul et même groupe « McBusted », toutefois Charlie Simpson a décidé de ne pas participer à cette nouvelle formation.

## Membres
Les membres du groupe, Dougie Poynter (chant/basse/chœur), Danny Jones (chant/guitare/harmonica), Tom Fletcher (chant/guitare/piano) et Harry Judd (batterie) de leurs véritables noms Dougie Lee Poynter, Daniel Alan David Jones, Thomas Michael Andrew Fletcher et Harold Mark Christopher Judd, sont aussi nommés dans le Livre Guinness des records, en tant que plus jeune groupe européen à être directement numéro 1 du classement, dépassant ainsi les Beatles.

## Reprises
Liste des reprises faites par le groupe McFly dans le cadre d'actions humanitaires, de lives, à la radio ou à la télévision.
- Gotye : Somebody That I Used to Know
- Marvin Gaye : I Heard It Through the Grapevine
- Taio Cruz : Dynamite
- Michael Jackson : Black or White
- Katy Perry : I Kissed a Girl
- Black Eyed Peas : I Gotta Feeling
- Rihanna : Umbrella
- ABBA : The Winners Takes It All
- The Faces et Rod Stewart : Stay With Me
- Girls Aloud : The Promise (Up Close... and this Time It's Personal Tour 2009)
- Green Day : American Idiot (Wonderland Tour 2005)
- Queen : Crazy Little Thing Called Love - Don't Stop Me Now
- The Beatles : Yesterday (version acoustique par Tom Fletcher), Help!, She Loves You, I Want to Hold Your Hand
- Carole King : You've Got A Friend
- Kaiser Chiefs : I Predict A Riot
- The Killers : Mr. Brightside
- The Who : My Generation - Pinball Wizard
- The Used : On My Own
- Thin Lizzy : The Boys are Back In Town
- Bobby Day : Rockin' Robin
- Beastie Boys : Fight For Your Right
- Ray Parker Jr. : Ghostbusters
- John Lennon : Happy Christmas (War is Over)
- Dean Martin : Christmas Song
- Grease : You're the One That I Want
- Jellyfish : Baby's Coming Back
- The Jam : A Town Called Malice(sur l'album Radio 1 Established 1967)
- Bruce Springsteen : Born to Run
- The Foundations : Build Me Up Buttercup (en duo avec Busted)
- The Kinks : Lola (en duo avec Busted)
- The Verve : Bitter Sweet Symphony (version acoustique par Danny Jones)
- Stereophonics : Mr Writer

## Récompenses
- 2004 : Smash Hits Awards - meilleur groupe britannique[25]
- 2004 : Smash Hits Awards - meilleur album pour Room on the 3 rd Floor
- 2004 : Smash Hits Awards - meilleure vidéo pour That Girl
- 2004 : Smash Hits Awards - Meilleures stars de l'année
- 2004 : Smash Hits Awards - Most Fanciable Male (Danny Jones)
- 2004 : Walt Disney Awards - nouveaux arrivants[26]
- 2005 : Smash Hits Awards - meilleur groupe britannique[27]
- 2005 : Smash Hits Awards - meilleur single pour All About You
- 2005 : Smash Hits Awards - meilleur album pour Wonderland
- 2005 : Smash Hits Awards - Most Snoggable Male (Danny Jones)
- 2005 : Brit Awards - meilleur groupe pop[28]
- 2006 : Virgin.net Music Awards - meilleur groupe[29]
- 2007 : Nickelodeon UK Kids Choice Awards - meilleur groupe (et animateurs)
- 2007 : UK Festival Awards - meilleur groupe pop (pour apparition au V Festival)
- 2007 : Virgin.net Music Awards - Best Live Act[30]
- 2008 : Nickelodeon UK Kids Choice Awards - Best Band[31]
- 2008 : Star Smash Awards 2008 - meilleur album pour Radio:ACTIVE
- 2008 : Star Smash Awards 2008 - meilleur groupe
- 2008 : Star Smash Awards 2008 - groupe de l'année
- 2009 : Meus Premios Nickelodeon Brésil - meilleur groupe international[32]
- 2009 : UK Music Video Awards - Best Live Music Coverage[33]
- 2009 : News of the World - L'homme le plus sexy (Dougie Poynter)
- 2010 : 4Music Video Honours - meilleure vidéo de 2010 pour le clip de Party Girl
- 2011 : Nordoff-Robbins – American Express Digital Innovation Award
- 2011 : In Rock Magazine – meilleur groupe britannique
- 2012 : Nordoff Robbins Music Awards – meilleur groupe sur scène
- 2013 : The Verfied Teen Awards - meilleur groupe et meilleur groupe sur scène